# Еловатский
Еловатский (устар. Еловатка) — ручей в России, протекает по Саратовской области. Устье реки находится в 90 км по левому берегу реки Елани. Длина реки составляет 16 км, площадь водосборного бассейна 69,5 км².

## Данные водного реестра
По данным государственного водного реестра России относится к Донскому бассейновому округу, водохозяйственный участок реки — Терса, речной подбассейн реки — Бассейн притоков Дона м/д впад. притоков Хопра и С. Донца. Речной бассейн реки — Дон (российская часть бассейна).
Код объекта в государственном водном реестре — 05010300212107000008763.